# Ignacio Ellacuría
 (mai 2023).
La mise en forme du texte ne suit pas les recommandations de Wikipédia : il faut le « wikifier ».
Les points d'amélioration suivants sont les cas les plus fréquents. Le détail des points à revoir est peut-être précisé sur la page de discussion.
- Les titres sont pré-formatés par le logiciel. Ils ne sont ni en capitales, ni en gras.
- Le texte ne doit pas être écrit en capitales (les noms de famille non plus), ni en gras, ni en italique, ni en « petit »…
- Le gras n'est utilisé que pour surligner le titre de l'article dans l'introduction, une seule fois.
- L'italique est rarement utilisé : mots en langue étrangère, titres d'œuvres, noms de bateaux, etc.
- Les citations ne sont pas en italique mais en corps de texte normal. Elles sont entourées par des guillemets français : « et ».
- Les listes à puces sont à éviter, des paragraphes rédigés étant largement préférés. Les tableaux sont à réserver à la présentation de données structurées (résultats, etc.).
- Les appels de note de bas de page (petits chiffres en exposant, introduits par l'outil «  Source ») sont à placer entre la fin de phrase et le point final[comme ça].
- Les liens internes (vers d'autres articles de Wikipédia) sont à choisir avec parcimonie. Créez des liens vers des articles approfondissant le sujet. Les termes génériques sans rapport avec le sujet sont à éviter, ainsi que les répétitions de liens vers un même terme.
- Les liens externes sont à placer uniquement dans une section « Liens externes », à la fin de l'article. Ces liens sont à choisir avec parcimonie suivant les règles définies. Si un lien sert de source à l'article, son insertion dans le texte est à faire par les notes de bas de page.
- La présentation des références doit suivre les conventions bibliographiques. Il est recommandé d'utiliser les modèles {{Ouvrage}}, {{Chapitre}}, {{Article}}, {{Lien web}} et/ou {{Bibliographie}}. Le mode d'édition visuel peut mettre en forme automatiquement les références.
- Insérer une infobox (cadre d'informations à droite) n'est pas obligatoire pour parachever la mise en page.

Pour une aide détaillée, merci de consulter Aide:Wikification.
Si vous pensez que ces points ont été résolus, vous pouvez retirer ce bandeau et améliorer la mise en forme d'un autre article.
Ignacio Ellacuría ( Portugalete, Biscaye, Espagne, 9 novembre 1930 – San Salvador, 16 novembre 1989) est un théologien jésuite hispano-salvadorien, philosophe et théologien qui est professeur et recteur de l'Universidad Centroamericana "José Simeón Cañas" (UCA) et qui est assassiné par une milice d'extrême-droite  dans les dernières années de la guerre civile salvadorienne.

## Biographie
Entré chez les jésuites en 1947, il part en 1958 étudier la théologie à Innsbruck (Autriche), où il a notamment pour professeur le théologien Karl Rahner, qui exerce une influence durable sur sa pensée. Il vit également en Équateur et en Espagne.
Ellacuria contribue de façon décisive à la philosophie de la libération. Cette école, issue des travaux d'Augusto Salazar Bondy et de Leopoldo Zea, se concentre sur la libération des opprimés afin "d'atteindre la plénitude de l'humanité". Ellacuría est également un fervent partisan et contributeur de la Théologie de la libération.
Les implications politiques de l'engagement d'Ellacuría envers ses idées rencontrèrent une forte opposition de la part des forces religieuses et politiques conservatrices d'El Salvador. Cette opposition a conduit au meurtre d'Ellacuría par l'armée salvadorienne en 1989 à sa résidence à UCA avec cinq autres confrères jésuites et deux employés. Leur meurtre a marqué un tournant dans la guerre civile salvadorienne (voir Histoire du Salvador). D'une part, il a accru les pressions internationales sur le gouvernement salvadorien pour qu'il signe des accords de paix avec la guérilla du FMLN. D'autre part, il a contribué à faire connaître les idées d'Ellacuría (jusque-là connues uniquement en Amérique latine et en Espagne) dans le monde entier.[réf. souhaitée]

## Philosophie

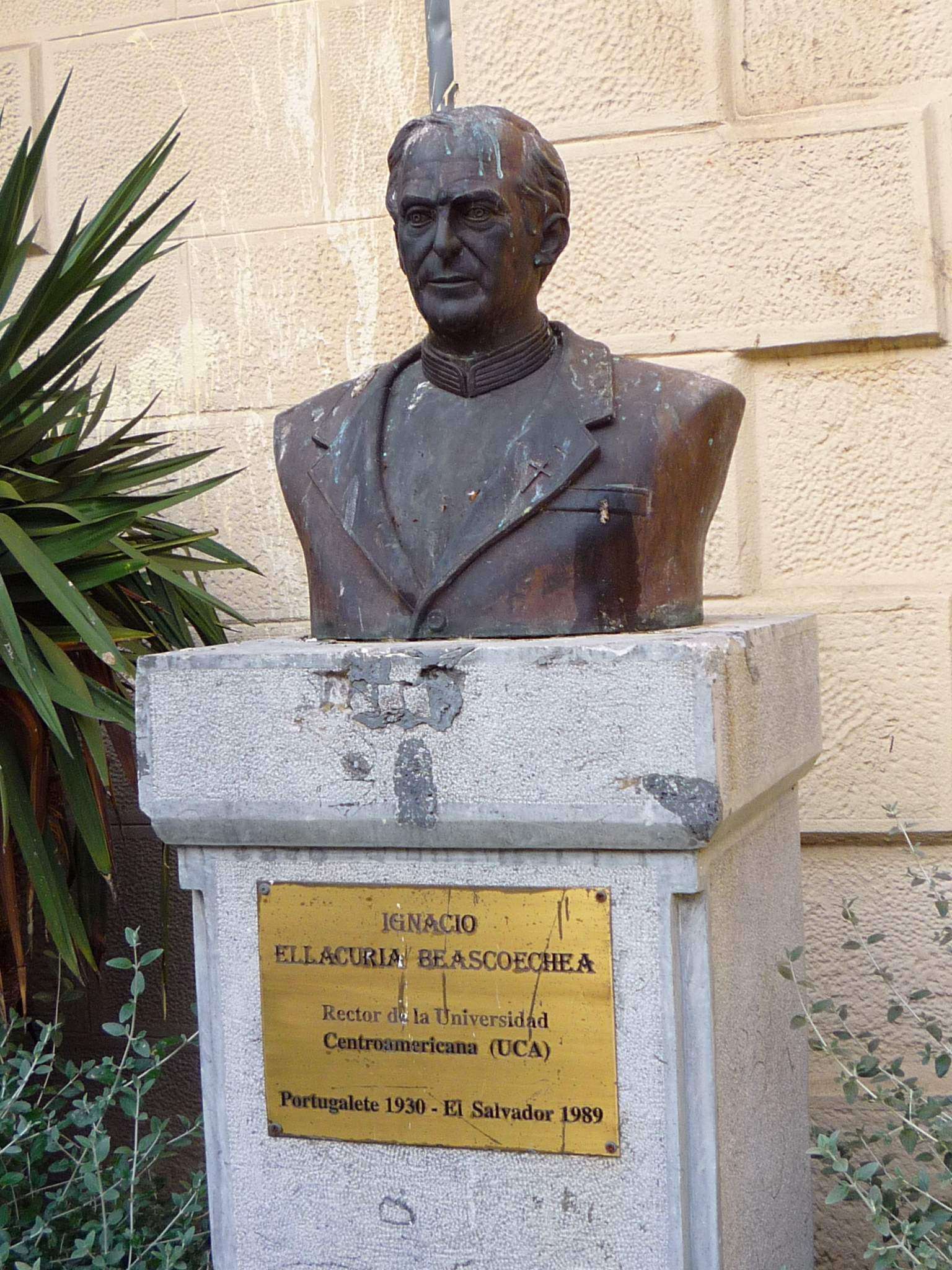
Monument d'Ignacio Ellacuría.

La philosophie d'Ellacuría prend comme point de départ la critique de la philosophie occidentale de Xavier Zubiri (1898-1983). Pour Zubiri, depuis Parménide, la pensée occidentale a séparé le sentir de l'intelligence. Cette erreur a conduit à deux résultats. Le premier était ce que Zubiri appelait "la logification de l'intelligence" et le second était ce qu'il appelait "l'entification de la réalité",,.
La « logification de l'intelligence » implique que l'intellect est réduit au logos. Ce point de vue conduit les philosophes à croire que ce qu'ils appellent «l' être » est la cause de la réalité, ce qui, à son tour, explique la confusion de la Métaphysique avec l'ontologie,,.
La logification de l'intelligence exclut les fonctions sensuelles, pas si logiques, de l'intelligence. Bien que Zubiri ait reconnu les logos descriptifs et la raison comme des composants importants de l'intelligence, il a souligné que l'intelligence ne se réduisait pas à eux. Pour Zubiri, l'intelligence est une unité avec les modalités de l'appréhension sensuelle, du logos et de la raison,,.
La logification de l'intelligence conduit à la perception de la réalité comme "Être" dans une zone de l'espace et du temps (comme dans le Dasein de Heidegger) d'entités identifiables avec une essence, en dehors du cerveau humain. C'est ce que Zubiri appelle "l'entification de la réalité". Cette perception voit la réalité comme une forme particulière d'"Être". Ainsi, pour Zubiri, "l'Être" avait été "substantivé" par la philosophie occidentale,, .
Pour Zubiri, la réalité est primordiale à l'être, qui n'est pas un nom, mais un verbe. L'être est un aspect particulier de la réalité et non l'inverse. La métaphysique étudie la réalité et l'ontologie étudie l'être. La manière dont les êtres humains accèdent à la réalité est l'intelligence, non pas logique, mais une "intelligence sensible" qui fait elle-même partie de la réalité,,.
Les sens, la logique, la raison, l'intuition et l'imagination sont une seule et même faculté, car chacune de ces choses se détermine l'une l'autre. Cette faculté différencie les êtres humains des autres espèces et est obtenue par l'évolution. Avoir une intelligence sensible implique d'avoir une conscience et la possibilité d'imaginer de nouvelles réalités. Ces formulations sont en elles-mêmes réelles par postulation. Les réalités par postulation peuvent également être réalisées sous d'autres formes, car l'intelligence sensible a la capacité de reconnaître le caractère processuel et structurel de la réalité. Par conséquent, les êtres humains sont capables de l'influencer, de créer et de transcender les frontières historiques qui ont été atteintes,,.
Pour Zubiri, il n'y a pas besoin d'une discussion réaliste / antiréaliste sur s'il existe ou non une réalité extérieure et indépendante aux êtres humains, ou si la réalité est un ensemble d'illusions internes aux êtres humains. C'est les deux, mais pas au sens où le prétend le réalisme critique (où l'être humain est considéré comme une réalité qui peut être séparée d'une réalité extérieure objective). Pour Zubiri, les êtres humains sont ancrés dans la réalité et ne peuvent exister sans elle. Ils ont besoin d'air, de nourriture, d'eau et d'autres êtres. Le monde "extérieur" et objectif doit aussi venir à l'intérieur des êtres humains pour qu'ils continuent d'exister. L'intelligence sensible devrait être capable de donner un sens à cette existence d'une manière qui permette aux êtres humains de réaliser leurs capacités dans le monde,,.
Dans cette ligne de pensée, Ellacuría a déclaré que la réalité humaine est inévitablement personnelle, sociale et historique. La biologie et la société sont des éléments de l'histoire, ce qui signifie qu'elles sont toujours en mouvement. Mais cela ne doit pas être confondu avec le matérialisme historique qui dit que les êtres humains sont des instruments passifs des forces de l'histoire. L'être humain hérite certes des contraintes construites dans le passé mais il a toujours la possibilité de les transcender grâce à son intelligence sensible. Praxis est le nom qu'Ellacuría donne à l'action humaine réfléchie visant à changer la réalité. Contrairement à d'autres animaux qui ne peuvent répondre que mécaniquement aux stimuli de l'extérieur, par l'intelligence sensible et la praxis, les êtres humains doivent "réaliser" leur existence. Les individus en interaction dialectique avec la société doivent déterminer quel type d'Ego avoir, en utilisant leur intelligence sensible, ce qui implique de transcender les contraintes héritées,,.
Cela signifie que le progrès se produit en réalité grâce à une combinaison de facteurs physiques, biologiques et "praxiques". Grâce à la praxis, les êtres humains sont capables de réaliser un plus large éventail de possibilités d'action. En d'autres termes, une praxis peut conduire à une forme de praxis plus large et plus complète. Lorsqu'il en est ainsi, on peut dire que la praxis contribue à accroître la liberté, si la liberté est définie comme de plus grandes possibilités d'action,,.
Selon Ellacuría, l'existence de personnes marginalisées de la société implique que l'histoire et la pratique n'ont pas offert un plus large éventail de possibilités de réalisation pour chaque être humain dans le monde. Cette situation a empêché ces exclus de prendre conscience de leur existence en tant qu'êtres humains. C'est donc une situation qui s'éloigne de la plénitude de l'humanité et de la plénitude de la réalité. Mais cette situation peut être changée,,.
Ellacuría pensait qu'avant l'évolution de l'humanité, le développement ultérieur de la réalité historique n'avait lieu que par des forces physiques et biologiques. Mais depuis le développement de l'être humain, la praxis peut aussi contribuer à réaliser la réalité historique. Puisque l'être humain a la possibilité de réfléchir, il est du devoir de la philosophie d'exercer cette capacité de réflexion, afin de changer la réalité, et de permettre de plus grandes possibilités de réalisation individuelle,,.
Cette façon de penser trouve ses parallèles dans les années 1990 dans la définition du développement humain de Martha Nussbaum comme l'augmentation des capacités humaines d'action  et la notion de développement comme liberté d'Amartya Sen.

## Théologie
Comme beaucoup d' autres théologiens de sa génération, Ellacuría avait l' intention de construire une nouvelle théologie, qu'il appela une théologie historique . Méthodologiquement, sa vision de l'histoire suivait la tradition dialectique hégélienne, qui culminait dans le matérialisme historique de Marx. Cependant, en termes de contenu, il était également critique vis-à-vis de la vision eurocentrique de l'histoire de Hegel. Ellacuría a également rejeté la vision de Marx sur les êtres humains en tant qu'objets de leurs conditions matérielles. Il a souligné l'importance de la conscience, de la pratique humaine et de ses possibilités d'influer sur le cours de l'histoire, et donc sur les conditions matérielles elles-mêmes. Il a été injustement accusé d'essayer de contaminer la théologie avec le marxisme, mais les similitudes méthodologiques de sa pensée avec le marxisme découlent d'une vision hégélienne commune de l'histoire comme un progrès provoqué par le dépassement des contradictions. Certains, comme Enrique Dussel, prétendraient que les similitudes entre la théologie de la libération et la pensée de Marx (à ne pas confondre avec les interprétations dominantes de celle-ci) vont même au-delà. Et on les retrouve dans des origines communes plus profondes du récit de la libération dans la tradition de pensée judéo-chrétienne, que Marx partage également,,,,.
Par théologie historique, Ellacuría entendait une manière de faire de la théologie : réfléchir sur la foi à partir du présent historique et réfléchir sur le présent historique à partir de la foi. Selon lui, toute théologie est conditionnée par son présent historique. La théologie historique entend prendre conscience de son contexte historique et l'intégrer pleinement. Le concept de locus theologicus (lieu théologique) est très important dans cette théologie,,,.
Rudolf Bultmann a développé l'herméneutique biblique existentielle, ou l'idée que chaque individu ne peut lire et comprendre la Bible qu'à partir de sa condition existentielle personnelle, et que le texte biblique n'acquiert de vie que s'il peut éveiller une expérience de foi chez le lecteur. Cela génère un cercle herméneutique, puisque le lecteur comprend la Bible à partir de son présent historique et le présent historique à partir de la Bible. Ellacuría s'est placé dans cette tradition herméneutique, et il a fait un pas de plus. Pour Ellacuría, le lecteur n'est pas seulement un individu mais une communauté, tout comme le peuple d'Israël dans l'Ancien Testament. Cela signifie que la foi communautaire vient en premier, puis la foi individuelle,,,.
Selon Ellacuría, la valeur de l'Ancien Testament ne se réduit pas avec le Nouveau Testament. Le Nouveau Testament fait du caractère communautaire de la foi de l'Ancien Testament quelque chose de radical et d'universel. Elle la rend radicale, parce qu'elle établit que l'alliance de Dieu avec les hommes est bien plus qu'un simple code de lois et de rituels liturgiques ; c'est une invitation à la justice et à la charité, non pas comme des pratiques exceptionnelles, mais comme une structure stable. C'est pourquoi cette alliance est établie dans une loi. Elle rend la foi universelle, car le Nouveau Testament est communiqué à tout être humain, indépendamment de sa race, de sa culture, de son sexe, de sa religion ou de sa condition sociale,,,.
La théologie de la libération est alors une nouvelle façon de faire de la théologie historique dans un locus theologicus particulier : le présent historique de l'Amérique latine, où une grande partie de la population est opprimée par des structures qui lui refusent la possibilité de satisfaire ses besoins et de se développer. Elle découle de l'esprit de Gaudium et Spes du concile Vatican II et des encycliques sociales du pape Jean XXIII, et plus précisément des conférences d’évêques de Medellín en 1968 et de Puebla en 1978. Une telle réflexion sur la Bible s'appuie sur le présent historique d'une collectivité qui veut se libérer de l'oppression. Il existe une longue tradition biblique sur la libération qui commence avec le Livre de l'Exode,,, .
Selon Ellacuría, le salut s'accomplit historiquement, non seulement individuellement, mais collectivement. Il ne s'agit pas seulement de se libérer du mal, de la culpabilité, des offenses personnelles ou sociales, de la douleur, de la maladie et du fétichisme. Ces formes de libération ne commencent que par la libération de structures injustes comme l'esclavage, la domination politique, l'oppression psychologique et sociale. Outre le livre de l'Exode, la Bible présente également d'autres cas de libération de l'oppression comme le retour de l'exil à Babylone dans les livres d' Esdras et de Néhémie ; la lutte contre l'occupation macédonienne dans le livre des Maccabées ; les Béatitudes de Jésus ; et le livre de l' Apocalypse face à la persécution des chrétiens à Rome,,, .
D'autres formes de théologie historique seraient par exemple la théologie féministe ; la théologie afro-américaine telle que développée par Martin Luther King Jr. dans la lutte pour les droits civiques aux États-Unis ; la théologie de la libération africaine, qui a surtout été appliquée à l'Afrique du Sud dans la lutte contre l'apartheid ; et la théologie indigène qui découle de Bartolomé de las Casas et d'autres missionnaires dans les premières colonies espagnoles des Amériques au XVIe siècle,,,.

### Union des sciences et de la théologie
Depuis le discours de début d'Ellacuría à l'Université de Santa Clara en 1982, Ellacuría était consciente des défis qu'impliquait la relation entre la théologie et la science. Cependant, il a réussi à articuler une relation entre les deux dans sa vision d'une université qui a servi à libérer les opprimés.
Ellacuría croyait qu'une université ne peut pas toujours et partout être la même. Elle doit constamment regarder sa propre réalité historique particulière. Le tiers monde se caractérise plus par l'oppression que par la liberté, plus par la pauvreté que par l'abondance. Selon Ellacuría, dans un tel contexte, une université doit faire tout son possible pour que la liberté surmonte l'oppression. Il a ajouté que l'université doit réaliser cet engagement général avec les seuls moyens dont elle dispose. En tant que communauté intellectuelle, l'université doit analyser les causes ; utiliser l'imagination et la créativité ensemble pour découvrir les remèdes aux problèmes; communiquer une conscience qui inspire la liberté d'autodétermination; former des professionnels conscients, qui seront les instruments immédiats d'une telle transformation ; et perfectionner constamment un établissement d'enseignement qui est à la fois excellent sur le plan académique et orienté sur l'éthique.
Ellacuría pensait qu'il était possible que la raison et la foi se confondent face à la réalité des pauvres. La raison doit ouvrir les yeux sur leur souffrance, tandis que la foi voit dans les faibles de ce monde ce que doit signifier le salut et la conversion à laquelle nous sommes appelés.
Une telle université doit tenir compte de l'option préférentielle pour les pauvres. Cela ne signifie pas que seuls les pauvres étudieront à l'université ; cela ne signifie pas que l'université doit renoncer à sa mission d'excellence académique, une excellence qui est nécessaire pour résoudre les problèmes sociaux complexes de notre époque. Ce que cela signifie, c'est que l'université doit être présente intellectuellement là où elle est nécessaire ; fournir la science à ceux qui n'en ont pas ; fournir des compétences à ceux qui n'en ont pas ; être une voix pour ceux qui n'ont pas de voix; apporter un soutien intellectuel, à ceux qui ne possèdent pas les qualifications académiques pour légitimer leurs droits.

## Sélection des publications d'Ellacuría
Le seul livre d'Ellacuria disponible en français est un recueil d'articles intitulé : 
- Le peuple crucifié. Le Royaume, les pauvres et l'Église, Paris, Lessius, 2020.

Voici la liste non-exhaustive de ses écrits en espagnol :
- Ellacuría, Ignacio, Veinte Años de Historia en El Salvador: Escritos Políticos [VA], trois volumes, deuxième édition, San Salvador: UCA Editores, 1993
- Ellacuría, Ignacio, Escritos Universitarios [UE], San Salvador : UCA Editores, 1999.
- Ellacuría, Ignacio, Filosofía de la Realidad Histórica, San Salvador : UCA Editores, 1990.
- Ellacuría, Ignacio, Escritos Filosóficos [EF], trois volumes San Salvador : UCA Editores, 1996–2001.
- Ellacuría, Ignacio, Escritos Teológicos [ET], quatre volumes, San Salvador : UCA Editores, 2000–2002
- Ellacuría, Ignacio, "Filosofía y Política" [1972], VA-1, p. 47–62
- Ellacuría, Ignacio, "Liberación: Misión y Carisma de la Iglesia" [1973], ET-2, p. 553–584
- Ellacuría, Ignacio, "Diez Años Después : ¿Es Posible una Universidad Distinta ?" [1975], UE, p. 49–92
- Ellacuría, Ignacio, "Hacia una Fundamentación del Método Teológico Latinoamericana" [1975], ET-1, p. 187–218
- Ellacuría, Ignacio, "Filosofía, ¿Para Qué?" [1976], EF-3, p. 115–132
- Ellacuría, Ignacio, "Fundamentación Biológica de la Ética" [1979], EF-3, p. 251–269
- Ellacuría, Ignacio, "Universidad y Política" [1980], VA-1, p. 17–46
- Ellacuría, Ignacio, "El Objeto de la Filosofía" [1981], VA-1, p. 63–92
- Ellacuría, Ignacio, "Función Liberadora de la Filosofía" [1985], VA-1, p. 93–122
- Ellacuría, Ignacio, "La Superación del Reduccionismo Idealista en Zubiri" [1988], EF-3, p. 403–430
- Ellacuría, Ignacio, "El Desafío de las Mayorías Populares" (1989), UE, p. 297–306 (une traduction anglaise est disponible dans TSSP, p. 171–176)
- Ellacuría, Ignacio, "En Torno al Concepto ya la Idea de Liberación" [1989], ET-1, p. 629–657
- Ellacuría, Ignacio, "Utopía y Profetismo en América Latina" [1989], ET-2, p. 233–294 (une traduction anglaise est disponible dans TSSP, p. 44–88).

À propos d'Ellacuría
- Burke, Kevin, The Ground Beneath the Cross: The Theology of Ignacio Ellacuría, Washington, DC: Georgetown University Press, 2000.
- Burke, Kévin ; Lassalle-Klein, Robert, L'amour qui produit l'espoir. La Pensée d'Ignacio Ellacuría, Colleville, Minnesota: Liturgical Press, 2005.
- Cerutti, Horacio, Filosofia de la Liberación Latinoamericana, Mexico : FCE, 1992.
- Hasset, John; Lacey, Hugh (éd. ), Vers une société au service de son peuple : la contribution intellectuelle des jésuites assassinés d'El Salvador [TSSP], Washington, DC : Georgetown University Press, 1991.
- Lee, Michael, Porter le poids du salut. The Soteriology of Ignacio Ellacuría, New York: Herder Book, The Crossroad Publishing Company, 2008.
- Samour, Héctor, Voluntad de Liberación: El Pensamiento Filosófico de Ignacio Ellacuría, San Salvador: UCA Editores, 2002
- Sols Lucia, José : L'héritage d'Ignacio Ellacuría, Barcelone : Cristianisme i Justícia, 1998.
- Sols Lucia, José: La teología histórica de Ignacio Ellacuría, Madrid: Trotta, 1999.
- Sols Lucia, José : Las razones de Ellacuría, Barcelone : Cristianisme i Justícia, 2014.
- Whitfield, Teresa, Paying the Price: Ignacio Ellacuría and the Murdered Jesuits of El Salvador, Philadelphie: Temple University Press, 1995.